# Joseph Keller
Joseph Keller   (Paterson, 31 de juliol de 1923 - Palo Alto, 7 de setembre de 2016) va ser un matemàtic estatunidenc.

Després de fer els estudis secundaris a la seva vila natal de Paterson (Nova Jersey), va estudiar física i matemàtiques a la universitat de Nova York, en la qual es va graduar el 1943. Els dos cursos següents va estar a la universitat de Princeton i a la Universitat de Colúmbia. El 1948 va obtenir el doctorat sota la direcció de Richard Courant. A partir de 1948 va ser professor de l'Institut Courant de Ciències Matemàtiques de la universitat de Nova York. El 1979 va ser nomenat professor de la Universitat Stanford, en la qual va romandre fins que es va retirar el 1993 passant a ser professor emèrit.
L'obra de Keller és ingent, amb més de tres-cents articles científics publicats. Es por dir que no hi ha cap àrea de les matemàtiques aplicades en la que Keller no hagi fet cap aportació notable. En la dècada dels 1950's va desenvolupar la teoria geomètrica de la difracció. També va treballa en els camps de l'estàtica i dinàmica de fluids, del modelatge i anàlisi de sòlids, de la química i de la biologia.